# Marc Rochat
Marc Rochat (* 18. Dezember 1992 in Lausanne) ist ein Schweizer Skirennfahrer. Er ist auf die Disziplin Slalom spezialisiert.

## Biografie
Das Skifahren erlernte Rochat als Zweijähriger in Crans-Montana, vier Jahre später bestritt er die ersten Kinderrennen. Als 15-Jähriger nahm er im Januar 2008 erstmals an FIS-Rennen teil, jedoch wurde seine Entwicklung in den folgenden Jahren mehrmals von schweren Knieverletzungen unterbrochen. Insgesamt musste er sechsmal operiert werden, weshalb er den Schwerpunkt zunächst auf eine erfolgreiche Matura setzte. Er verpasste aus diesen Gründen den grössten Teil der Saison 2011/12 und die gesamte Saison 2013/14, weshalb er auch nie an Juniorenweltmeisterschaften teilnehmen konnte.
Im Europacup ging Rochat erstmals im Dezember 2012 an den Start und klassierte sich einen Monat später zum ersten Mal in den Punkterängen. Im Frühjahr 2015 gelangen ihm drei Siege in FIS-Rennen, was ihm die Aufnahme in das Kader von Swiss-Ski ermöglichte. Sein Debüt im Weltcup hatte er am 13. Dezember 2015 in Val-d’Isère, wo er ausschied. Bei seinem zweiten Weltcuprennen am 6. Januar 2016 in Santa Caterina erzielte er mit der hohen Startnummer 62 den 27. Platz und holte damit die ersten Weltcuppunkte. Im weiteren Verlauf der Saison vermochte er sich hingegen nicht für einen zweiten Durchgang zu qualifizieren.
Im Winter 2016/17 klassierte sich Rochat in Europacupslaloms zweimal auf dem zweiten Platz, während er im Weltcup zweimal in die Punkteränge fuhr. Am 6. Dezember 2017 gewann er zum ersten Mal einen Europacupslalom. Wegen zahlreicher Ausfälle konnte er sich nicht für die Olympischen Spiele in Pyeongchang qualifizieren. Beim ersten nacholympischen Slalom am 4. März 2018 in Kranjska Gora fuhr er auf Platz 6 und erzielte damit sein bis dahin bestes Karriere-Ergebnis. Ein weiteres Mal unter die ersten zehn fuhr er am 22. Januar 2022 mit dem achten Rang in Kitzbühel. In der Weltcupsaison 2022/23 konnte sich Rochat weiter verbessern, wozu vor allem seine deutlich gesunkene Ausfallquote beitrug. Beim Weltcupfinale in Soldeu belegte er den vierten Platz und erzielte damit das beste Ergebnis seiner Karriere. Dieses egalisierte er am 24. Januar 2024 in Schladming.
Bei den Weltmeisterschaften 2025 in Saalbach gewann Rochat gemeinsam mit Stefan Rogentin die Bronzemedaille in der erstmals ausgetragenen Team-Kombination.

## Erfolge

### Weltmeisterschaften
- Courchevel 2023: 14. Slalom
- Saalbach 2025: 3. Team-Kombination, 16. Slalom

### Weltcup
- 10 Platzierungen unter den besten zehn

### Weltcupwertungen
| Saison  | Gesamt | Gesamt | Slalom | Slalom |
| Saison  | Platz  | Punkte | Platz  | Punkte |
| ------- | ------ | ------ | ------ | ------ |
| 2015/16 | 153.   | 4      | 57.    | 4      |
| 2016/17 | 126.   | 14     | 48.    | 14     |
| 2017/18 | 85.    | 52     | 28.    | 52     |
| 2018/19 | 147.   | 5      | 55.    | 5      |
| 2019/20 | 112.   | 32     | 41.    | 32     |
| 2020/21 | 88.    | 52     | 30.    | 52     |
| 2021/22 | 82.    | 70     | 30.    | 70     |
| 2022/23 | 52.    | 150    | 20.'   | 150    |
| 2023/24 | 34.    | 258    | 9.     | 258    |

### Europacup
- Saison 2016/17: 7. Slalomwertung
- Saison 2017/18: 3. Gesamtwertung, 2. Slalomwertung
- Saison 2019/20: 4. Slalomwertung
- Saison 2020/21: 3. Slalomwertung
- 13 Podestplätze, davon 3 Siege:

| Datum            | Ort           | Land        | Disziplin |
| ---------------- | ------------- | ----------- | --------- |
| 6. Dezember 2017 | Fjätervålen   | Schweden    | Slalom    |
| 17. Februar 2018 | Jaun          | Schweiz     | Slalom    |
| 11. März 2018    | Berchtesgaden | Deutschland | Slalom    |

### Weitere Erfolge
- 13 Siege in FIS-Rennen
- Australia New Zealand Cup: 2 Podestplätze, davon 1 Sieg
- Schweizer Meister im Slalom 2025